# خلاد
خلاد بن خالد الشيبانى الصيرفي الكوفي وكنيته أبو عيسى وقيل أبو عبد الله ، ولد في نصف رجب سنة 119هـ وقيل 130هـ .
أخذ القراءة عرضاً عن سليم وروى القراءة عن حسين بن على الجعفي عن أبي بكر ، وعن أبي بكر نفسه عن عاصم ، وعن أبي جعفر محمد بن الحسن الرواسي.
هو أحد رواة قراءة الإمام حمزة الزيات .
وروى عنه للقراءة عرضاً أحمد بن يزيد الحلواني وإبراهيم بن على القصار ، وعلى بن الحسين الطبري وإبراهيم بن نصر الرازي ، والقاسم بن يزيد الوزان ، ومحمد بن الفضل ، ومحمد بن سعيد البزازي ، ومحمد بن الهيثم قاضي بكر .
توفي سنة 220 هـ